# Falaicha
Falaicha (nep. फलैंचा) – gaun wikas samiti we wschodniej części Nepalu w strefie Meći w dystrykcie Panchthar. Według nepalskiego spisu powszechnego z 2001 roku liczył on 616 gospodarstw domowych i 3555 mieszkańców (1783 kobiet i 1772 mężczyzn).